# Hamamelidaceae
Hamamelidaceae је фамилија дикотиледоних скривеносеменица из реда Saxifragales. Обухвата 27 родова са 82 врсте. Најпознатији родови су хамамелис (Hamamelis) и челично дрво (Parrotia).

## Класификација фамилије
Фамилија Hamamelidaceae обухвата три потфамилије са следећим савременим родовима:
потфамилија 

потфамилија 

потфамилија 